# Svend Høgsbro (arkitekt)
Svend Benedikt Hestlund Høgsbro, (Født 4. juni 1911 på Frederiksberg, død 13. august 1998) var en dansk arkitekt. Høgsbro var søn af Læge Olav H. og tandlæge Kirsten Thomsen.
Har gået på Frederiksberg Gymnasium (1929) og Kunstakademiet, København (1933-41)
Havde 1963-1967 tegnestue sammen med Kay Fisker og Robert Duelund Mortensen og derefter tegnestue i eget navn

## Værker
- Eskebjerggård i Måløv
- Milestedet i Rødovre (1953-1958) (med G. Milthers)
- Amagerbankens filial ved Englandsvej, (1962, Tårnby Torv 11)
- Tårnby Torv (1967-1968) (med Fiskers Tegnestue)
- Brøndby Strand Parken (1969-1973) (med Thorvald Dreyer)
- Vestkirken i Ballerup (1972-1973)
- Boligbebyggelsen Askerød i Greve Strand (1973-1975)